# Coen Zuidema

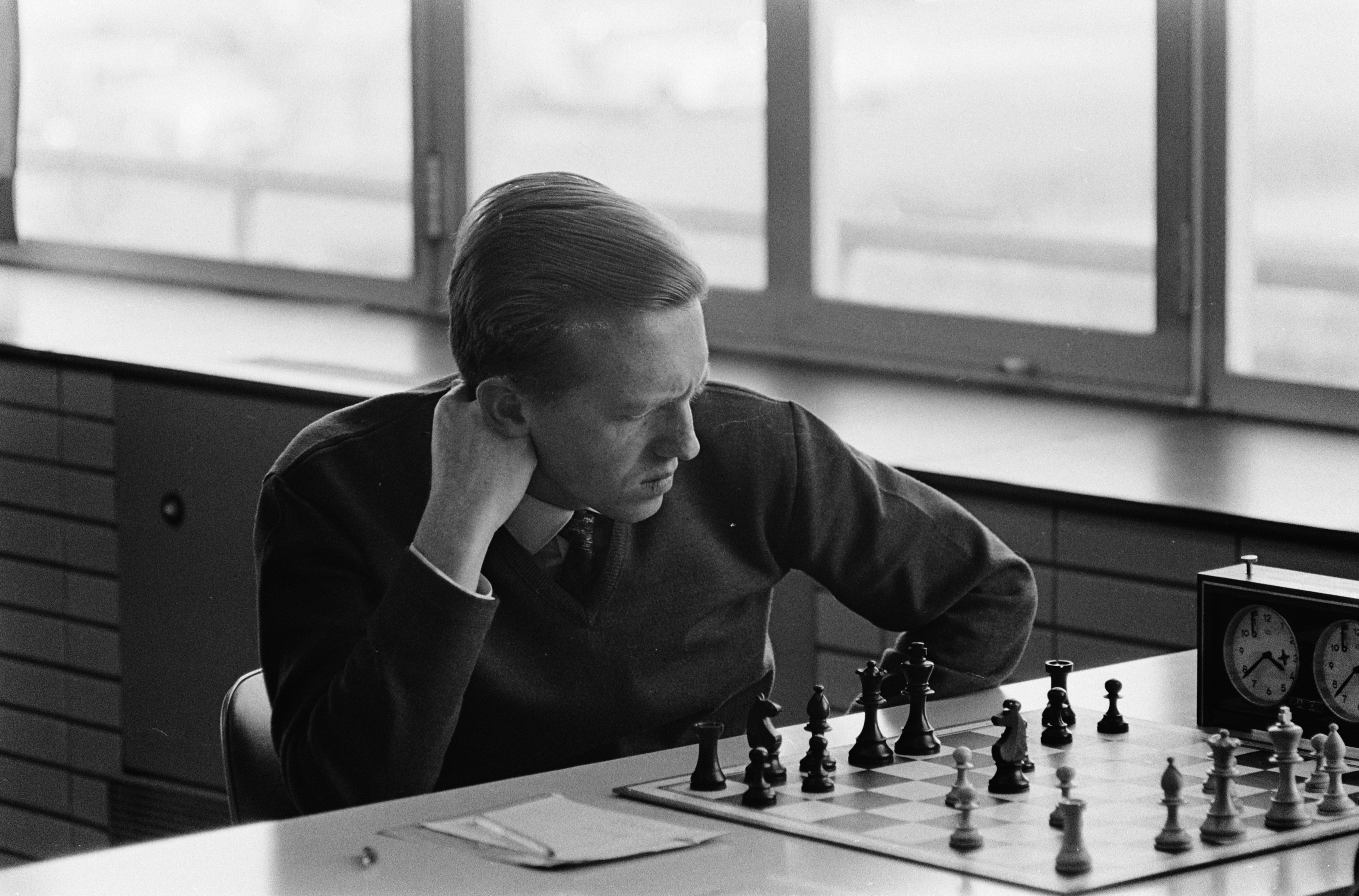
Coen Zuidema, Amsterdam 1965

Coen Zuidema (Surakarta, Indonesië; 29 augustus 1942) is een Nederlandse schaker met FIDE-rating 2450 in 2017. In 1964 werd hij internationaal meester (IM) en in 1972 werd hij schaakkampioen van Nederland.
Hij studeerde van 1960 tot 1968 wiskunde aan de Vrije Universiteit. Sinds 1974 tot aan zijn pensioen werkte hij bij IBM.

## Schaakcarrière
In 1961 werd hij jeugdkampioen van Nederland. In hetzelfde jaar werd hij vierde bij het Wereldkampioenschap schaken voor junioren. In 1963 won hij in Groningen het Europees schaakkampioenschap voor junioren. In 1964 kreeg hij de IM-titel.
Coen Zuidema heeft in een paar sterke schaaktoernooien gespeeld: in Tel Aviv (1964), in Sint-Petersburg (1960) en in Belgrado (1964). In 1970 won hij de Nederlandse bondscompetitie met de vereniging Watergraafsmeer. In 1972 won hij het NK Schaken.

## Schaakteams
Zuidema nam met het Nederlandse nationale team deel aan de Schaakolympiades van 1964, 1966, 1970 en 1972. In 1965 nam hij deel aan de Europese schaakkampioenschappen voor landenteams. Ook nam hij namens Nederland deel aan de Wereldkampioenschappen voor studententeams van 1960 en 1966.

## Externe koppelingen
- (en)   Informatie over schaakpartijen van Coen Zuidema op ChessGames.com
- (en)   Informatie over schaakpartijen van Coen Zuidema op 365chess.com
- (en)  FIDE-ratinggegevens voor Coen Zuidema